# Ruszowice (powiat głogowski)
Ruszowice (niem. Rauschwitz) – wieś w Polsce położona w województwie dolnośląskim, w powiecie głogowskim, w gminie Głogów. Siedziba sołectwa.

## Położenie
Ruszowice sąsiadują bezpośrednio z południową częścią Głogowa (dzielnice: Kopernik, Hutnik, Piastów, Górkowo).

## Działalność gospodarcza
Ruszowice rozwijają się pod względem zabudowy i powstawania nowych miejsc pracy. We wsi znajduje się wiele zakładów drobnej wytwórczości i handlu, liczne punkty działalności gospodarczej (m.in. sklepy ogólnobudowlane, warsztaty lakiernicze, zakłady mechaniki pojazdowej, stolarnie, zakłady transportu drogowego, hurtownie itp.). Na terenie miejscowości położone są również sieciowe sklepy wielkopowierzchniowe: Leroy Merlin, Carrefour, Castorama i Media Markt.

## Infrastruktura komunalna
Ruszowice to miejscowość zwodociągowana i skanalizowana. We wsi działa także Ochotnicza Straż Pożarna.

## Sport
We wsi gra i trenuje piłkarski Ludowy Zespół Sportowy Mieszko Ruszowice.

## Nazwa
W 1295 w kronice łacińskiej Liber fundationis episcopatus Vratislaviensis (pol."Księdze uposażeń biskupstwa wrocławskiego") miejscowość wymieniona jest w zlatynizowanej formie Rustowicz. Notowana również 1290 r. (Raschowitz), 1307 r. (Ruschewich), 1311 r. (Ruschowicz), 1318 r. (Rusewicz).

## Historia
W 1290 r. Henryk II Głogowski przekazał wieś na własność Głogowa. W 1307 r. książę nadał dla klasztoru klarysek ogród drzewny pod Ruszowicami (obecny Paulinów). Podczas pobytu w Głogowie króla Ferdynanda V w roku 1617, w Ruszowicach zakwaterowanych było 300 królewskich rajtarów.
W czasie walk o Głogów Ruszowice często służyły za kwaterę dowództwa. Tak było m.in. podczas wojny 30-letniej, gdzie kwaterę miał książę Wallenstein. Arcyksiążę Leopold Wilhelm, przybyły 4 sierpnia 1642 r. pod Głogów z silną armią cesarską, aby wydrzeć Szwedom twierdzę, urządził kwaterę w Ruszowicach. W 1631 w Ruszowicach w wyniku zarazy zmarły niemal wszystkie rodziny. Pozostało tylko 7 małżeństw. W 1741 r. podczas walk o Śląsk dowództwo wojsk pruskich miało swoją kwaterę główną w Ruszowicach. W kwaterze w Ruszowicach podczas oblężenia Głogowa przebywał także król Prus Fryderyk II.
W 1881 r. założono w Ruszowicach nowy cmentarz. Szkoła ewangelicka została wybudowana w 1882 r., a cztery lata później powstał dom szkolny. Dn. 7 czerwca 1905 r. na wysokości Jerzmanowej nastąpiło oberwanie chmury, które spowodowało w Jaczowie i Ruszowicach duże spustoszenia. Aby podobnym katastrofom zapobiec w przyszłości, uregulowano w następnych latach rzeczkę płynącą przez Ruszowice.
W latach 1975–1998 miejscowość należała administracyjnie do województwa legnickiego.
15 marca 1984 część wsi (37 ha) włączono do Głogowa.

## Zabytki
Do wojewódzkiego rejestru zabytków wpisany jest obiekt:
- Dom mieszkalny nr 34, z XVIII/XIX wieku.